# Tiexi (Siping)
Tiexi (鐵西區 / 铁西区,  Tiěxī Qū) ist ein nordostchinesischer Stadtbezirk der bezirksfreien Stadt Siping im südwestlichen Teil der Provinz Jilin. Er hat eine Fläche von 169 km² und zählt 278.741 Einwohner (Stand: Zensus 2010).

## Administrative Gliederung
Auf Gemeindeebene setzt sich der Stadtbezirk aus fünf Straßenvierteln und einer Gemeinde zusammen.